# Фирма (телесериал)
Фирма (англ.  The Firm) — телевизионная драма по мотивам одноимённого романа Джона Гришэма 1991 года и её экранизации. Премьера состоялась 8 января 2012 на NBC.

## Сюжет
В центре сюжета находится юрист и его семья.

## В ролях

### Главные персонажи
- Джош Лукас — Митч МакДир[3]
- Молли Паркер — Эбби МакДир[4]
- Каллум Кит Ренни — Рэй МакДир[5]
- Джульетт Льюис — Тэмми
- Наташа Калис — Клэр Макдир

### Второстепенные герои
- Триша Хелфер — Алекс Кларк[6]
- Шон Мажумдер — Эндрю Палмер